# Dolbina inexacta
Espèce
Dolbina inexacta est une espèce de lépidoptères appartenant à la famille des Sphingidae, à la sous-famille des Smerinthinae, à la tribu des Smerinthini, et du genre Dolbina.

## Répartition et habitat
Répartition
L'espèce est connue au Pakistan, dans le nord et au centre de l'Inde et au Népal, en Birmanie, dans le sud de la Chine, au nord de la Thaïlande dans le nord du Vietnam jusqu'à Taiwan.

## Description
L'envergure varie de 55 à 86 mm. Le thorax, les jambes et les ailes sont de couleur brun sombre. Il y a de grandes plaques mésiales noires sur la face inférieure de l'abdomen. L'interstice discal sur le dessus des ailes antérieures est parfois gris rosé entre la cellule discale et la marge postérieure.

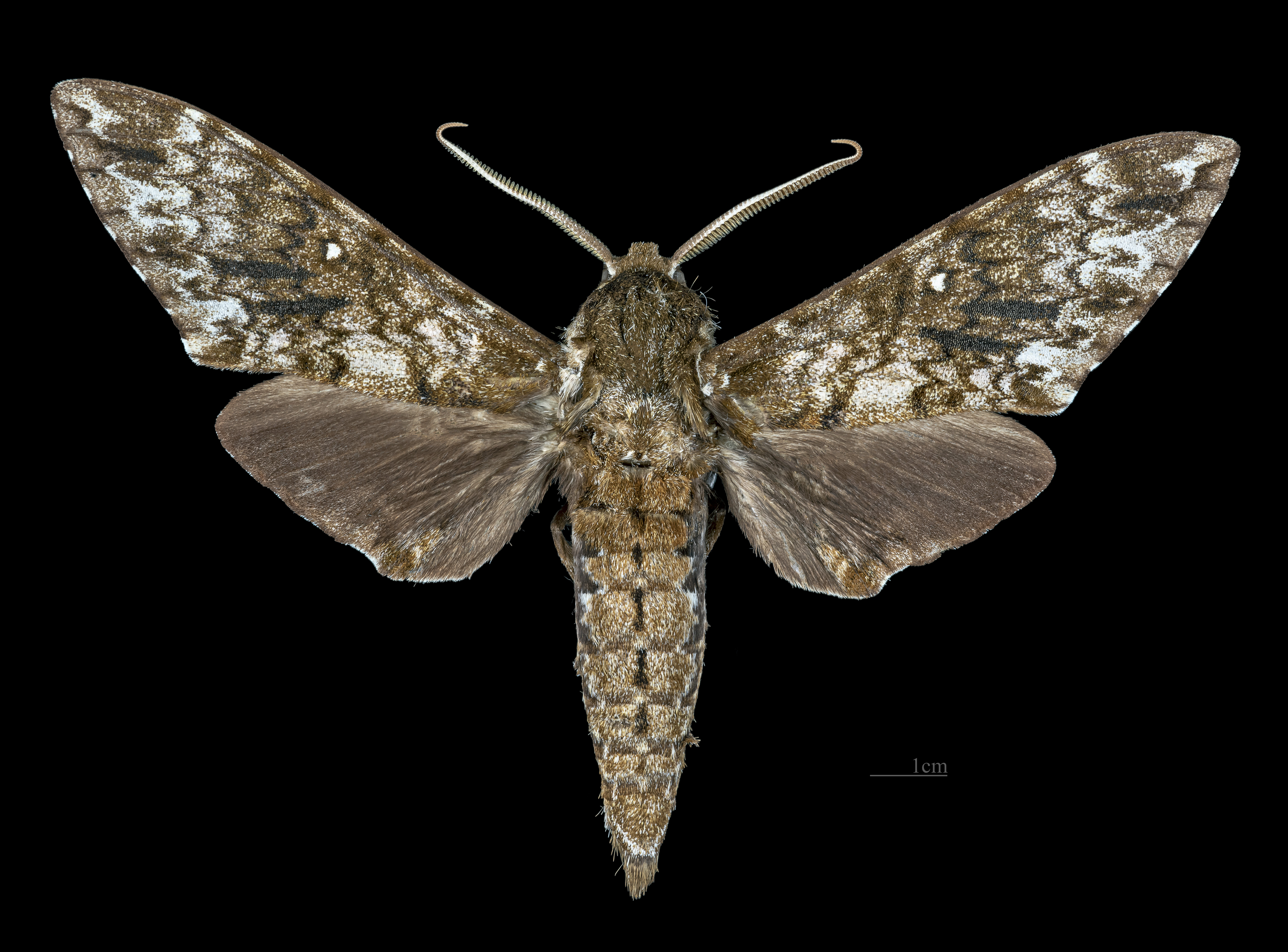
Avers du mâle (coll.MHNT)
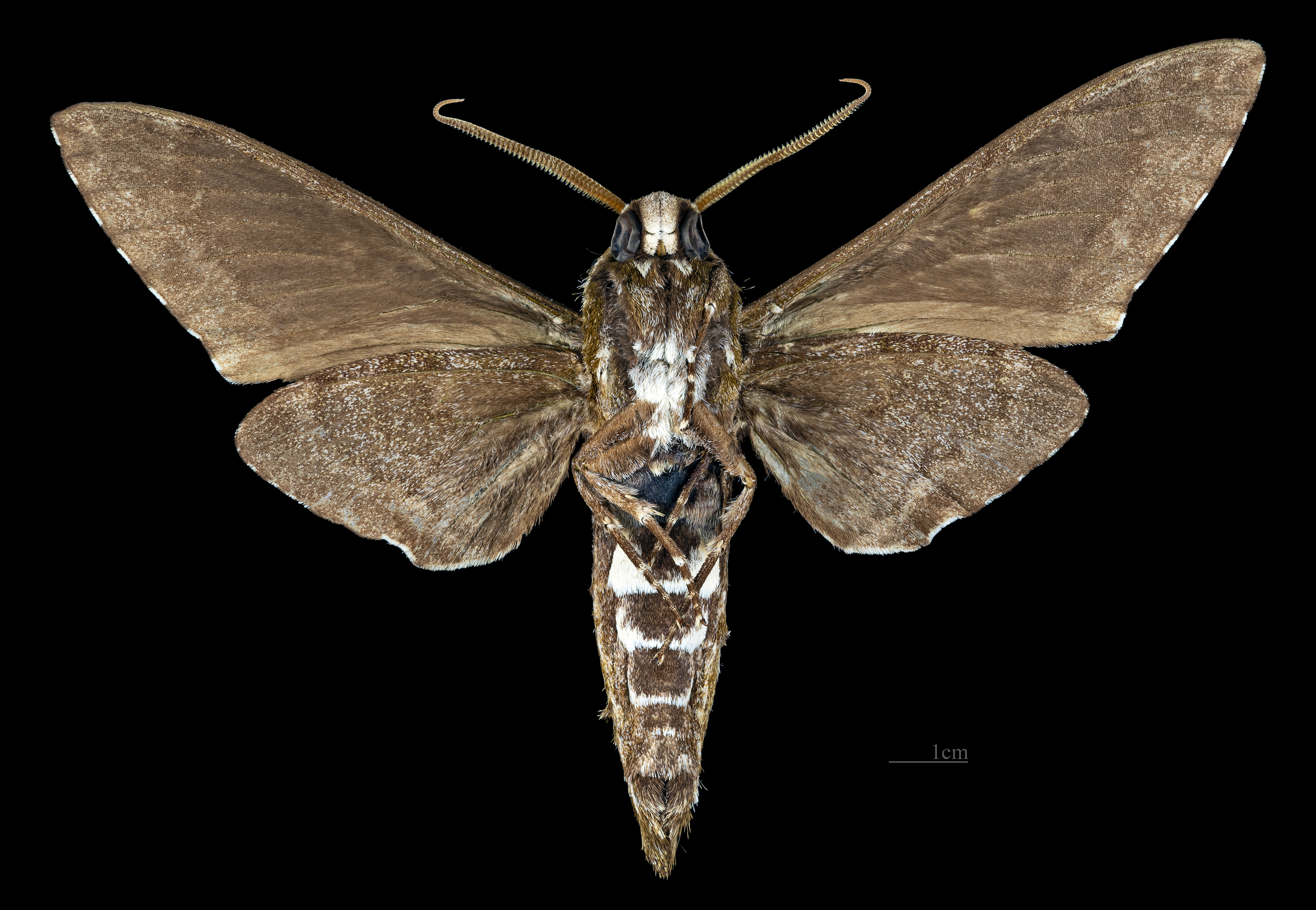
Revers du mâle (coll.MHNT)
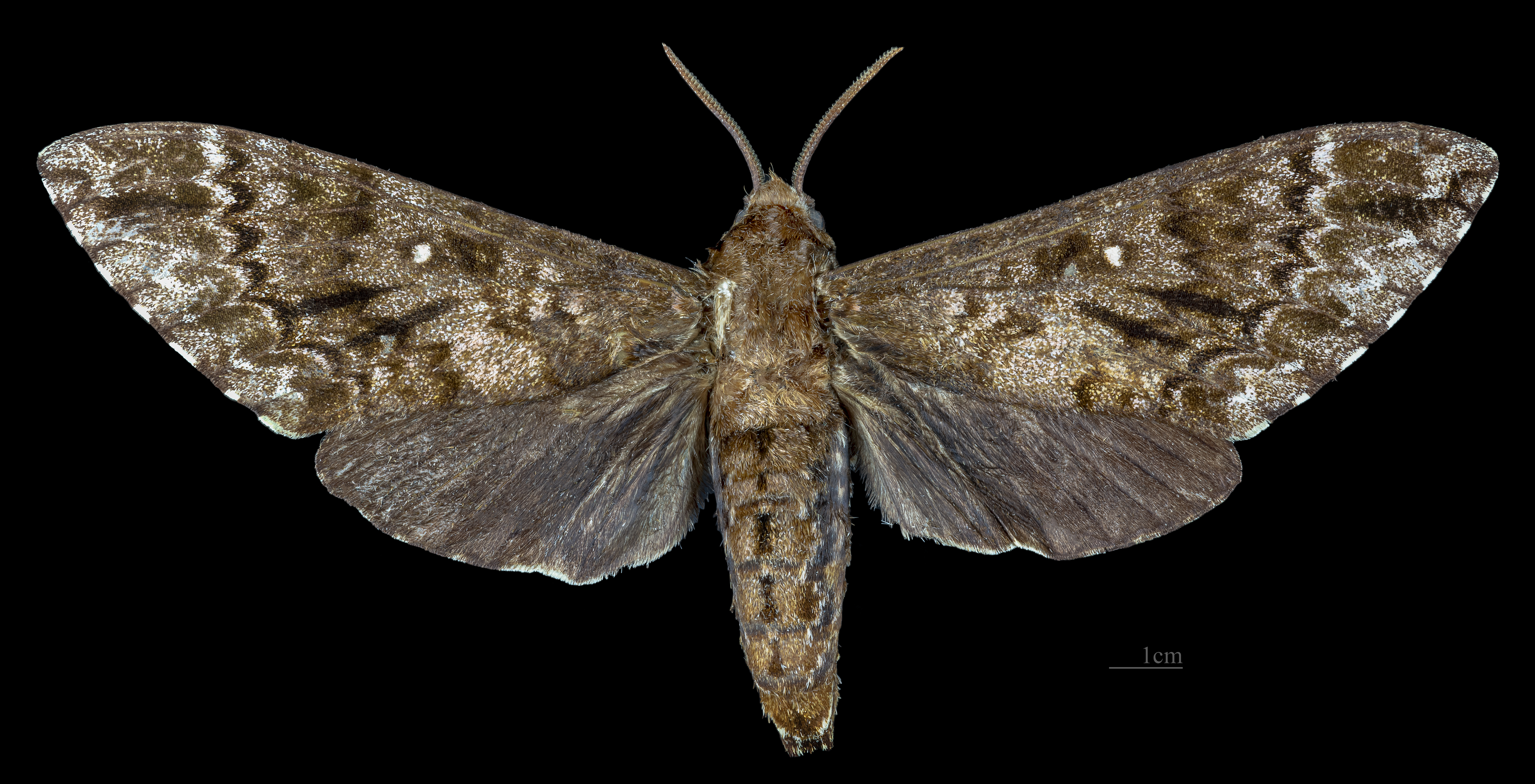
Avers de la femelle (coll.MHNT)
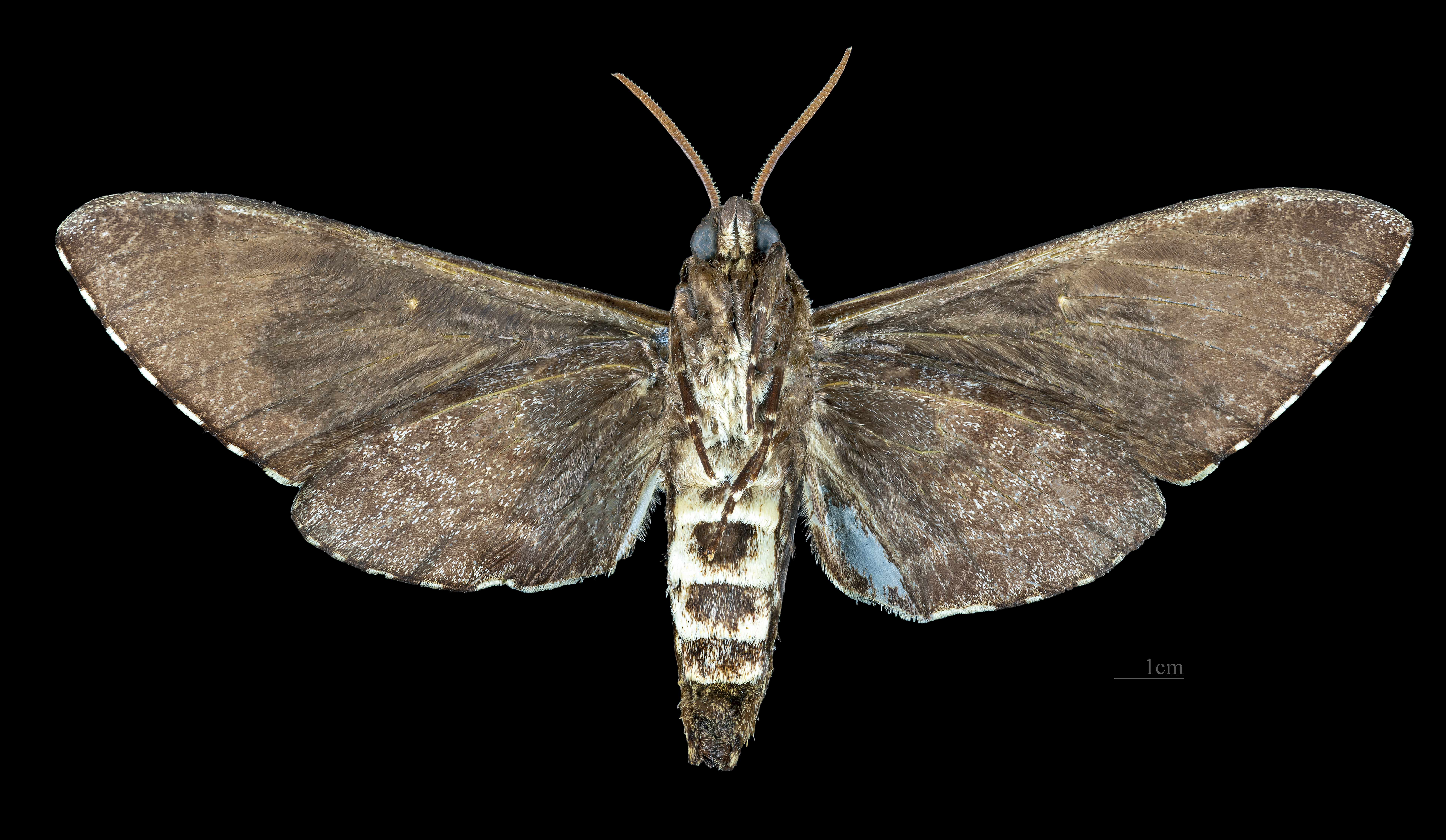
Revers de la femelle (coll.MHNT)

## Biologie
Les chenilles ont été vues en train de se nourrir de Ligustrum robustum en Chine et des espèces des genres Olea, Lonicera, Ligustrum, Fraxinus et Osmanthus ailleurs.

## Systématique
- L'espèce a été décrite par l'entomologiste britannique Francis Walker en 1856 sous le nom initial de Macrosila inexacta[1].

### Synonymie
- Macrosila inexacta Walker, 1856 protonyme
- Meganoton khasianum Rothschild, 1894 [2]
- Dolbina sinica Closs, 1914[3]
- Dolbina olivascens (Mell, 1922)
- Dolbina formosana Matsumura, 1927 [4]